# Jean Léon Fournier de Carles de Pradines
Pour les articles homonymes, voir Fournier.
Jean Léon Fournier de Carles de Pradines est un gouverneur colonial français né le 5 mai 1673 à Paris et mort le 4 décembre 1748 à La Grenade.

## Biographie
Lieutenant à la Martinique en 1694, il devient gouverneur de la Grenade en 1734.
Il est le gendre du gouverneur Antoine André de Sainte-Marthe.